# SN 1969A
SN 1969A – niepotwierdzona supernowa odkryta 8 stycznia 1969 roku w galaktyce NGC 1369. W momencie odkrycia miała maksymalną jasność 17,00m.